# Tappahannock
Tappahannock é uma cidade localizada no estado norte-americano de Virginia, no Condado de Essex.

## Demografia
Segundo o censo norte-americano de 2000, a sua população era de 2068 habitantes. Em 2006, foi estimada uma população de 2155, um aumento de 87 (4.2%).

## Geografia
De acordo com o United States Census Bureau tem uma área de 6,9 km², dos quais 6,7 km² cobertos por terra e 0,2 km² cobertos por água. Tappahannock localiza-se a aproximadamente 7 m acima do nível do mar.

## Localidades na vizinhança
O diagrama seguinte representa as localidades num raio de 40 km ao redor de Tappahannock.

## Curiosidades
É também o local onde nasceu Christopher Maurice Brown, mais conhecido como Chris Brown, conhecido cantor de R&B e hip-hop.